# Tamba lala
Tamba lala là một loài bướm đêm trong họ Noctuidae.